# Borough of Newcastle-under-Lyme
Borough of Newcastle-under-Lyme är ett distrikt (motsvarande kommun) i grevskapet Staffordshire i England, Storbritannien. Distriktet har 125 297 invånare (2022). Större orter är Kidsgrove och Newcastle-under-Lyme. Distriktet är indelat i elva civil parishes, förutom Newcastle-under-Lyme som saknar civil parish. 